# 特勤局反袭击队
反袭击队（英語：Counter Assault Team，縮寫：CAT）是美国特勤局的一个专业战术单位，为总统保护部门（Presidential Protective Division）提供战术支援以保护美国总统。总统保护部门的任务是保护总统免受袭击并将总统转移到安全地点。反袭击队还可以在一些活动场所和国家特别安全事件中为其他指定受保护人提供战术支援。  
特勤局于1979年开始部署反袭击队。“鹰眼”（Hawkeye）是分配给总统的反袭击队代号，后面是总统的特勤局代号。例如，奥巴马总统的反袭击队代号是“鹰眼叛徒”（Hawkeye Renegade）。

## 历史
1979年之前，特勤局在高危情况下会为要员提供车队，包括一辆被称为“肌肉车”的大型轿车，车上坐着五六名配备冲锋枪的特勤局探员。“肌肉车”队是从在当地特勤局办公室工作的探员中抽调出来的临时特遣队，而非平时负责保护要员的单位。他们奉命在车队遭到袭击时对袭击者进行火力压制，以便要员车辆伺机撤离，而不被追击或封锁。
1979年，特勤局正式制定了反袭击队计划，由长期指派、经过特殊训练的探员组成。  

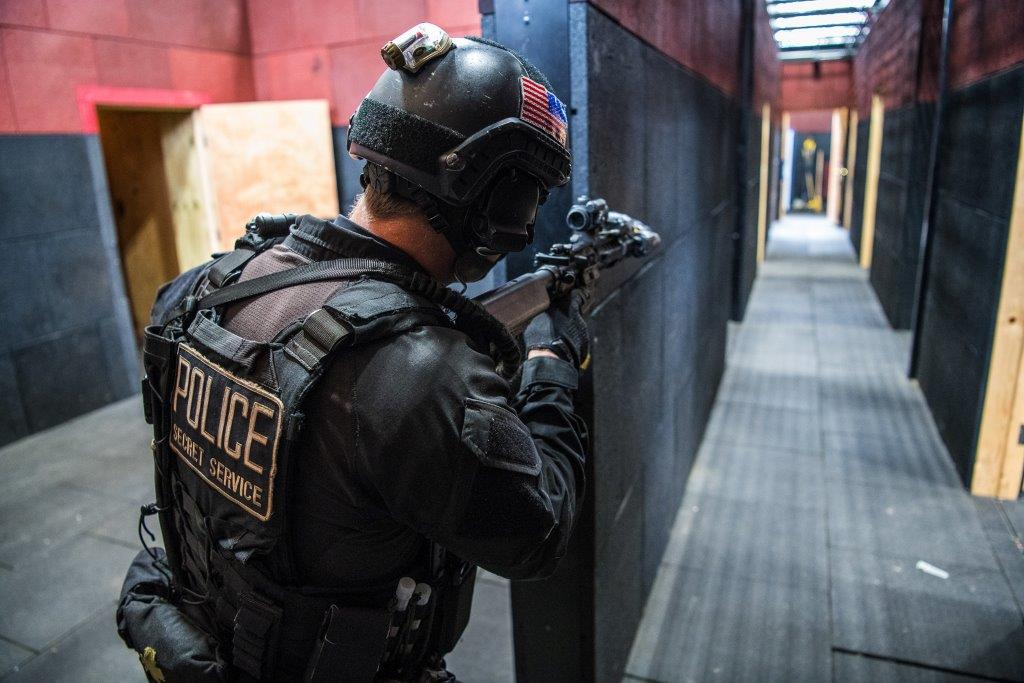
2018年在罗利训练中心进行的反袭击队成员训练

### 鹰眼
在里根遇刺案后，一支名为“鹰眼”的反袭击队被指派全职护送总统。根据Dan Bongino的说法，在2024年唐納·川普遇刺案之前，“鹰眼”从未应对过真正的武装袭击。
分配给“鹰眼”的特别探员卷入了2012年的美洲峰会卖淫丑闻。

## 行动

### 选拔和训练
反袭击队成员都是特勤局探员，他们需要在佐治亚州格林科的联邦执法训练中心完成为期八个月的初始课程，并已经在特勤局工作过几年。入选后，反袭击队作战员将接受额外七周的专门培训，其中包括反伏击战术和近距离战斗。该团队的申请很有竞争性，身体条件包括穿着45磅（20公斤）重量的背心做三个引体向上，在9分钟内跑完1.5英里（2.4公里）。大约10%的申请人最终被选中。  

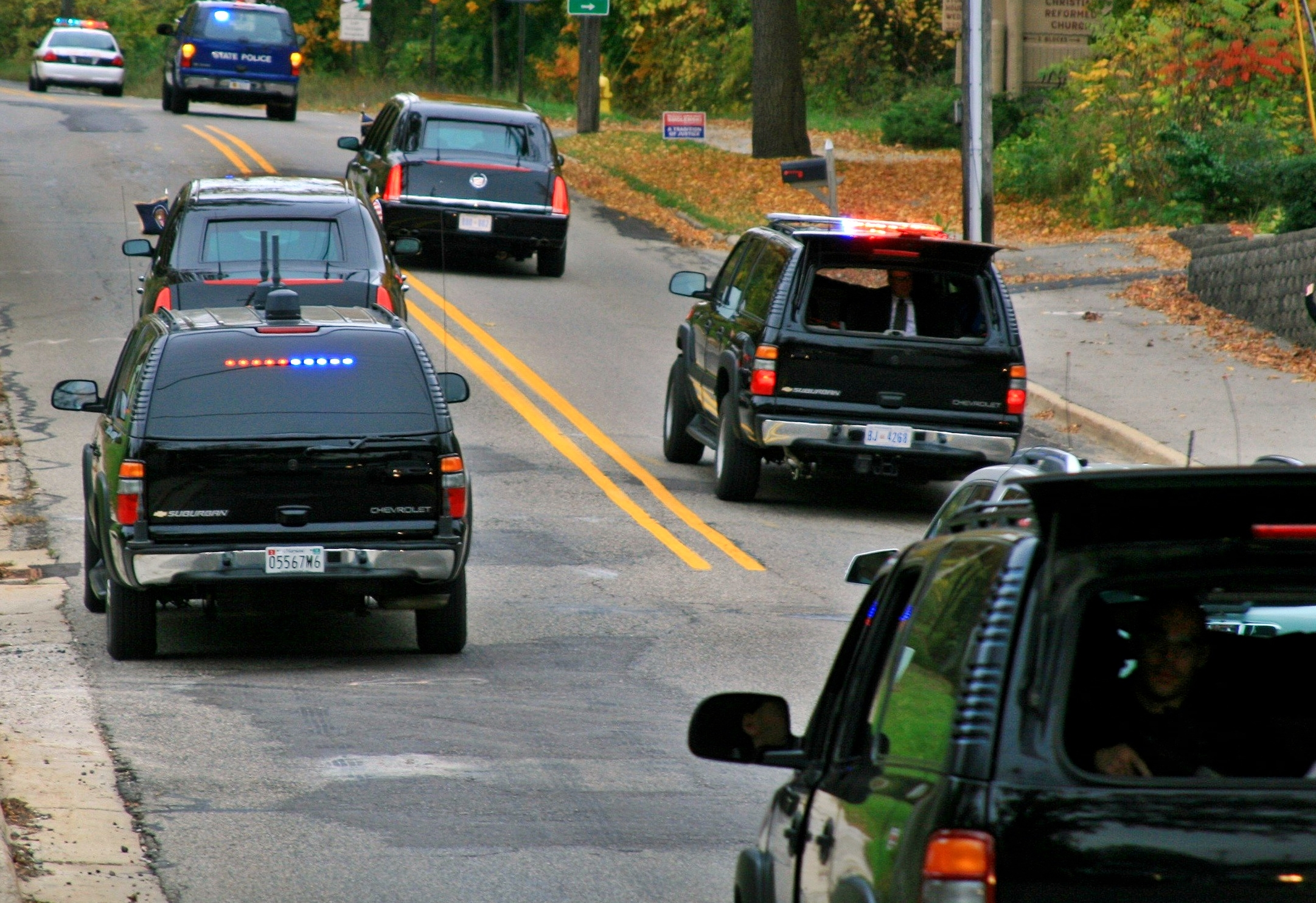
乔治·W·布什总统任期内的车队，右下角的车里坐着反袭击队

### 装备
通常情况下，反袭击队成员身着黑色战斗制服。每名成员都配备了SR-16步枪、格洛克17手槍和闪光弹。

### 职责
反袭击队既可以作为车队的一部分，也可以在固定地点执勤。如果要员、其车辆或受保护地点遭到多名袭击者的袭击，反袭击队负责与袭击者交战并转移他们的注意力，从而争取近距离保护的工作时间，将要员疏散到安全区域。 
当“鹰眼”作为美国总统车队的一员时，他们所乘坐的车辆与总统专车会相隔几辆车。 